# Szeghalom
Szeghalom es una ciudad húngara, capital del distrito homónimo en el condado de Békés, con una población en 2012 de 9115 habitantes.
Es el asentamiento más antiguo del condado, ya que existía antes de la conquista húngara y se menciona como tal en la Gesta Hungarorum. Desde finales del siglo XV pasó a tener derechos de mercado. Durante el periodo turco fue propiedad de la familia Nadányi y se mantuvo como un asentamiento completamente magiar. Desde el siglo XVIII se ha desarrollado como una población mayoritariamente calvinista. Adquirió estatus urbano en 1984.
Se ubica en el límite con el condado de Hajdú-Bihar, unos 25 km al norte de la capital condal Békéscsaba sobre la carretera 47 que lleva a Debrecen.